# Cal Torner
Cal Torner és una obra del municipi de Cercs (Berguedà) inclosa en l'Inventari del Patrimoni Arquitectònic de Catalunya.

## Descripció
Es tracta d'una construcció d'estructura rectangular i horitzontal amb un afegitó a la part nord. Teulada a doble vessant amb carener paral·lel a la façana principal (costat de migdia). Conserva un porxo d'accés format per una llinda treballada de grans dimensions amb suports de carreus grossos i ben escairats. Poques obertures i petites amb marcs de fusta. Aparell general irregular de dimensions mitjanes amb carreus grossos a les cantonades. Obertures antigues tapiades i contrafort de suport a la banda nord. Conserva finestres amb tancament de fusta tornejada tradicionalment i petites reixes de ferro forjat. A la planta baixa de la façana principal, estables per al bestiar amb voltes d'arc de mig punt. Part superior amb terrat obert i barana de fusta original.
Al voltant de l'era en roca natural hi ha una tipologia de cobert/pallissa molt interessant. Està format per un cos central i una ampliació lateral. Té dos nivells conservant el terra original en fusta del nivell superior. Obertura de grans dimensions amb arc de mig punt adovellat. Accés al nivell superior per escala lateral. Carreus de grans dimensions. Teulada del cos principal a dues aigües i de l'ampliació lateral a un pendent.

## Història
Datat l'acabament de la seva construcció l'any 1680, ha tingut diferents reformes en la seva estructuració. La seva disposició i edificis annexos demostren la gran importància que tingué la casa en els segles xviii i xix fonamentalment. Habitada regularment fins a aproximadament l'any 1965 i habitada encara ara de forma esporàdica com a segona residència.